# Tachiraptor
Tachiraptor (''ladro di Táchira'') è un genere di dinosauri carnivori della famiglia Theropoda appartenente all'inizio del periodo Giurassico, trovata in ''Formazione La Quinta'' in Venezuela, che include solo una specie, Tachiraptor admirabilis, descritto da dei pezzi di bacino e tibia. Erano dei dinosauri bipedi, con una lunghezza deduttiva di circa 1.5 m (4.9 ft). Loro erano una specie generalista di carnivori, che cacciava vertebrati più piccoli come dinosauri e lucertole.

## Scoperta

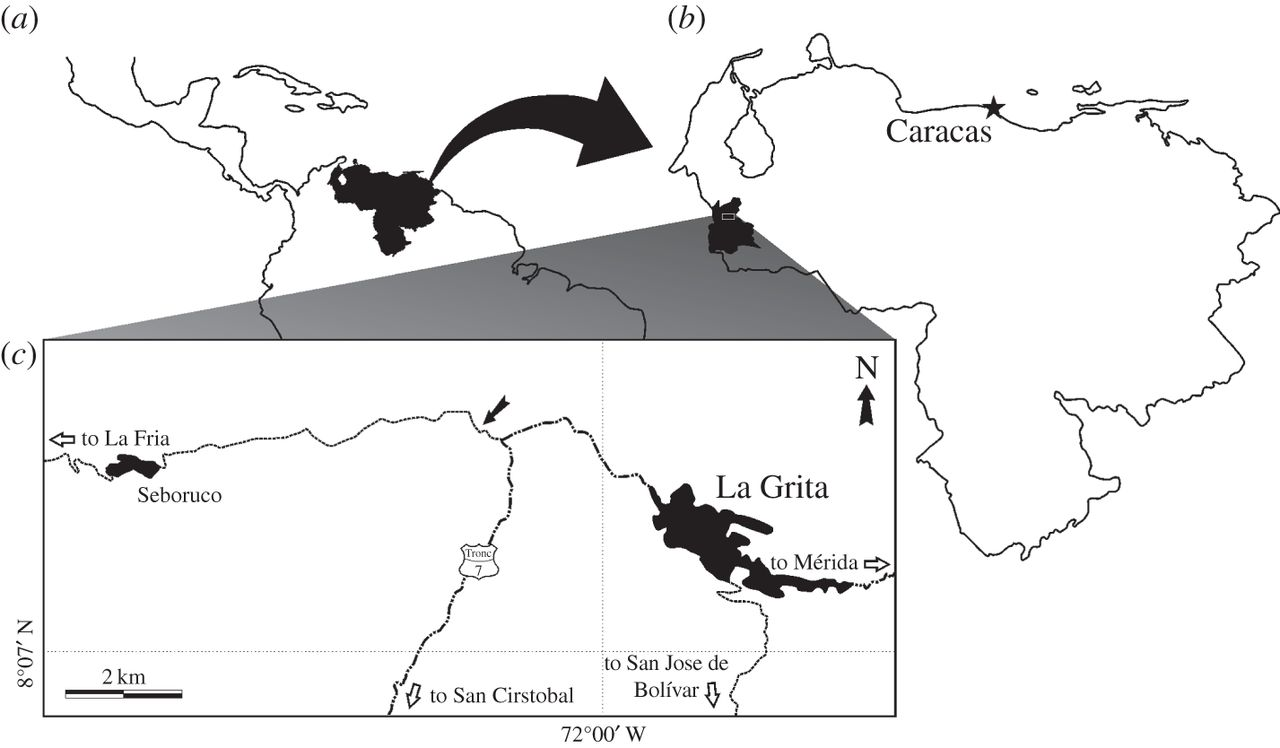
Tipo nomenclaturale di Tachiraptor admirabilis in Venezuela

Già dalla fine dei anni 1980 in Venezuela nello stato di Táchira, resti di dinosauri sono stati trovati sotto una strada tra La Grita e Seboruco. Molti dei resti appartenevano a piccoli erbivori che furono descritti nel 2014 come Laquintasaura. Ma tra le scoperte cerano dei denti di theropodi, che indicava ad una presenza di un carnivoro che viveva allo stesso tempo di Laquintosaura, poi affermata nel 2013 da delle ossa.
Nel 2014, Tachiraptor admirabilis fu dato un nome da Max Cardoso Langer, Ascanio D. Rincón, Jahandar Ramezani, Andrés Solórzano e Oliver Walter Mischa Rauhut.
Il dinosauro è stato descritto da due fossili, trovati ad Formazione La Quinta dello strato del Giurassico inferiore nello stato Hettangiano. La regione era una volta parte della Equatore del antico supercontinente Pangea. Con una data di 200.72 ± 0.32 milioni di anni fa, data confidenzialmente ma per colta della datazione radiometrica del Zircone, una data minima precisa è insaputa; potrebbe essere molto più giovane. Tutt'e due i fossili anche essendo stati trovati nello stesso posto, è presupposto che sono due individui diversi. Ed uno di questi usato come Olotipo, IVIC-P-2867. che comprende un pezzo quasi completo di una tibia, è il secondo fossile, IVIC-P-2868, consiste di una parte dell'osso del bacino.

## Etimologia
Il nome generico viene dallo stato di Táchira, combinato con la parola latina per ladro, raptor, il nome specifico è stato deciso come riferimento ad Campaña Admirable del 1813, condotta da Simón Bolívar.

## Descrizione
Tachiraptor è un piccolo predatore. La tibia ha verso i 25 cm (9.8 in), da questo la lunghezza presunta e di 1.5 m (4.9 ft).